# Камне (община Айдовшчина)
Вижте пояснителната страница за други значения на Камне.
Камне (на словенски: Kamnje) е село в Словения, регион Горишка, община Айдовшчина. Според Националната статистическа служба на Република Словения през 2015 г. селото има 202 жители.